# Erik Agrell
Erik Agrell, född 29 maj 1777 i Delsbo församling, Gävleborgs län, död 18 december 1849 i Järvsö församling, Gävleborgs län, var en svensk präst, teologie doktor och politiker.
Han var kontraktsprost och senare kyrkoherde i Järvsö. Han var även en av ledamöterna i prästeståndet för Uppsala stift vid ståndsriksdagarna 1828/30 och 1840/41, och tjänstgjorde tidigare som ståndets andre sekreterare vid riksdagen 1809/10. I riksdagen var han bland annat ledamot i statsutskottet 1828/30 och 1840/41, ecklesiastika lagutskottet 1840/41, konstitutionsutskottet 1840/41 och bankoutskottet 1828/30 och 1840/41.